# 으뜸 아이디얼
가환대수학에서 으뜸 아이디얼(영어: primary ideal)은 소 아이디얼의 개념의 일반화이다. 이를 통해 으뜸 분해(영어: primary decomposition)라는, 소인수 분해의 일반화를 정의할 수 있다.

## 정의

### 으뜸 부분 가군
환 {\displaystyle R}의 왼쪽 가군 {\displaystyle _{R}M}이 다음 성질을 만족시킨다면, {\displaystyle _{R}M}을 여으뜸 왼쪽 가군(餘-加群, 영어: coprimary left module)이라고 한다.:185, §3
- 임의의 {\displaystyle r\in R} 및 {\displaystyle m\in M\setminus \{0\}}에 대하여, 만약 {\displaystyle rRm=\{0\}}이라면, {\displaystyle r\in {\sqrt {\operatorname {Ann} (_{R}M)}}}이다.

여기서 {\displaystyle \operatorname {Ann} }은 소멸자이며, {\displaystyle {\sqrt {}}}은 소근기(즉, 이를 포함하는 모든 소 아이디얼들의 교집합)이다. 만약 {\displaystyle R}가 가환환이라면, 이는 다음 조건과 동치이다.
모든 {\displaystyle r\in R} 및 {\displaystyle m\in M}에 대하여, 만약 {\displaystyle rm=0}이라면, {\displaystyle m=0}이거나 아니면 충분히 큰 {\displaystyle n\in \mathbb {Z} ^{+}}에 대하여 {\displaystyle r^{n}M=\{0\}}이다.
{\displaystyle R}의 왼쪽 가군 {\displaystyle _{R}M}의 으뜸 부분 가군(영어: primary submodule) {\displaystyle N\subseteq M}은 {\displaystyle M/N}이 공으뜸 왼쪽 가군인 부분 가군이다. 오른쪽 가군에 대해서도 마찬가지로 정의할 수 있다.
{\displaystyle _{R}R}의 으뜸 부분 가군을 으뜸 왼쪽 아이디얼(영어: primary left ideal)이라고 한다.

### 삼종 아이디얼
환 {\displaystyle R}의 왼쪽 가군 {\displaystyle _{R}M}이 주어졌을 때, {\displaystyle \operatorname {ter} _{R}M\subseteq R}을 다음과 같이 정의하자.:185, §3:22-02, Définition 1.1
{\displaystyle \operatorname {ter} _{R}M=\{r\in R\colon \forall m\in M\setminus \{0\}\exists s\in R\colon rRsm=\{0\},\;sm\neq 0\}}
환 {\displaystyle R} 위의 왼쪽 가군 {\displaystyle _{R}M}이 다음 조건을 만족시킨다면, 이를 여삼종 가군(餘三種加群, 영어: cotertiary module)이라고 한다.:185, §3:22-02, Définition 2.1
- 임의의 {\displaystyle r\in R} 및 {\displaystyle m\in M\setminus \{0\}}에 대하여, 만약 {\displaystyle rRm=\{0\}}이라면, {\displaystyle r\in \operatorname {ter} _{R}M}이다.

소 아이디얼 {\displaystyle {\mathfrak {p}}}이 주어졌을 때, {\displaystyle \operatorname {Ass} (_{R}M)=\{{\mathfrak {p}}\}}인 왼쪽 가군 {\displaystyle _{R}M}을 {\displaystyle {\mathfrak {p}}}-여삼종 가군(영어: {\displaystyle {\mathfrak {p}}}-cotertiary module)이라고 한다.
왼쪽 뇌터 환 {\displaystyle R}위의 왼쪽 가군 {\displaystyle _{R}M}에 대하여 다음 두 조건이 서로 동치이다.:186:Théorème 2:161, §VII.1
- 여삼종 가군이다.
- 정확히 1개의 연관 소 아이디얼을 갖는다.

환 {\displaystyle M}의 가군 {\displaystyle M}의 부분 가군 {\displaystyle N}에 대하여, 만약 몫가군 {\displaystyle M/N}이 여삼종 가군이라면, {\displaystyle N}을 삼종 부분 가군(영어: tertiary submodule)이라고 한다.
환 {\displaystyle R} 위의 왼쪽 가군 {\displaystyle _{R}M}에 대하여 항상
{\displaystyle {\sqrt {\operatorname {Ann} _{R}M}}\subseteq \operatorname {ter} _{R}M}
이며, 따라서 모든 으뜸 부분 가군은 삼종 부분 가군이다. 만약 {\displaystyle R}가 가환환이라면
{\displaystyle {\sqrt {\operatorname {Ann} _{R}M}}=\operatorname {ter} _{R}M}
이며, 따라서 가환환의 경우 으뜸 부분 가군의 개념은 삼종 부분 가군의 개념과 동치이다.

### 가환환의 경우
가환환 {\displaystyle R}의 아이디얼 {\displaystyle {\mathfrak {q}}}에 대하여, 다음 조건들이 서로 동치이며, 이를 만족시키는 아이디얼을 {\displaystyle R}의 으뜸 아이디얼이라고 한다.
- {\displaystyle R}의 으뜸 부분 가군이다.
- {\displaystyle R}의 삼종 부분 가군이다.
- 임의의 {\displaystyle r,s\in R}에 대하여, 만약 {\displaystyle rs\in {\mathfrak {q}}}라면 {\displaystyle r\in {\mathfrak {q}}}이거나, {\displaystyle s^{n}\in {\mathfrak {q}}}인 양의 정수 {\displaystyle n\in \mathbb {Z} ^{+}}이 존재한다.
- 임의의 {\displaystyle r,s\in R}에 대하여, 만약 {\displaystyle rs\in {\mathfrak {q}}}라면 {\displaystyle r\in {\mathfrak {q}}}이거나, {\displaystyle s\in {\mathfrak {q}}}이거나, 아니면 {\displaystyle r,s\in {\sqrt {\mathfrak {q}}}}이다. 여기서 {\displaystyle {\sqrt {}}}는 소근기이다.
- {\displaystyle R/{\mathfrak {q}}}의 모든 영인자는 멱영원이다.

## 성질
가환환의 경우 다음과 같은 포함 관계가 성립한다.
아이디얼 ⊇ 반소 아이디얼  ∪  으뜸 아이디얼 ⊇ 반소 아이디얼 ∩ 으뜸 아이디얼 = 소 아이디얼 ⊇ 극대 아이디얼
특히, 소 아이디얼은 으뜸 아이디얼이다. 가환환 {\displaystyle R}의 전체 아이디얼 {\displaystyle (1)=R} 역시 으뜸 아이디얼이다.
으뜸 아이디얼의 소근기는 항상 소 아이디얼이다. 으뜸 아이디얼 {\displaystyle {\mathfrak {q}}}의 소근기가 소 아이디얼 {\displaystyle {\mathfrak {p}}}이면, {\displaystyle {\mathfrak {q}}}를 {\displaystyle {\mathfrak {p}}}-으뜸 아이디얼(영어: {\displaystyle {\mathfrak {p}}}-primary ideal)이라고 한다. 반대로, 소근기가 극대 아이디얼인 아이디얼은 으뜸 아이디얼이다. (그러나 으뜸 아이디얼이 아니지만 소근기가 소 아이디얼인 아이디얼이 존재한다.)

### 공으뜸 가군
뇌터 가환환 위의, 영가군이 아닌 유한 생성 가군 {\displaystyle M}에 대하여 다음 두 조건이 서로 동치이다.
- 공으뜸 가군이다.
- 정확히 1개의 연관 소 아이디얼을 갖는다.

### 으뜸 분해
왼쪽 뇌터 환 위의 유한 생성 왼쪽 가군은 유일한 삼종 분해를 갖는다. 즉, 왼쪽 뇌터 환 {\displaystyle R} 위의 유한 생성 왼쪽 가군 {\displaystyle _{R}M}의 부분 가군 {\displaystyle _{R}N}에 대하여, 다음 조건들을 모두 만족시키는 유한 개의 서로 다른 삼종 부분 가군 {\displaystyle N_{1},\dots ,N_{k}\subseteq M} 및 소 아이디얼 {\displaystyle \{{\mathfrak {p}}_{i}\}=\operatorname {Ass} (_{R}M/N_{i})}들이 존재한다.:186:162, Proposition VII.1.13
- {\displaystyle N=N_{1}\cap N_{2}\cap \cdots \cap N_{k}}
- 임의의 {\displaystyle i=1,\dots ,k}에 대하여, {\displaystyle N\neq N_{1}\cap N_{2}\cap N_{i-1}\cap N_{i+1}\cap \cdots \cap N_{k}}
- {\displaystyle \operatorname {Ass} (_{R}N)}은 유한 집합이며, 그 크기는 {\displaystyle k}이며, 또한 {\displaystyle \operatorname {Ass} _{k}(N_{i})=\{{\mathfrak {p}}_{1},\dots ,{\mathfrak {p}}_{k}\}}이다.
- 임의의 {\displaystyle 1\leq i,j\leq k}에 대하여, {\displaystyle i\neq j}라면 {\displaystyle {\mathfrak {p}}_{i}\neq {\mathfrak {p}}_{j}}이며 {\displaystyle N_{i}\neq N_{j}}이다.

이를 {\displaystyle N}의 삼종 분해(영어: tertiary decomposition)라고 한다. 또한, 삼종 분해는 다음과 같은 의미에서 유일하다.:186:162, Proposition VII.1.13
- {\displaystyle N}의 두 삼종 분해 {\displaystyle \{(N_{i},{\mathfrak {p}}_{i})\}_{1\leq i\leq k}}, {\displaystyle \{(N_{j}',{\mathfrak {p}}_{j}')\}_{1\leq j\leq k'}}가 주어졌을 때, {\displaystyle k=k'}이며, {\displaystyle {\mathfrak {p}}_{i}={\mathfrak {p}}'_{\sigma (i)}}가 되는 순열 {\displaystyle \sigma \in \operatorname {Sym} \{1,\dots ,k\}}이 존재한다. (그러나 {\displaystyle N_{i}=N'_{\sigma (i)}}일 필요는 없다.)

만약 {\displaystyle R}가 뇌터 가환환일 경우, 삼중 부분 가군의 개념은 으뜸 부분 가군의 개념과 일치하며, 이 경우를 으뜸 분해라고 한다. 뇌터 가환환 위의 유한 생성 가군이 으뜸 분해를 갖는다는 사실은  라스커-뇌터 정리(영어: Lasker–Noether theorem)라고 한다.
구체적으로, 뇌터 가환환 {\displaystyle R}의 아이디얼 {\displaystyle {\mathfrak {a}}}의 으뜸 분해는 다음과 같은 알고리즘으로 찾을 수 있다.
1. 만약 {\displaystyle {\mathfrak {a}}}가 으뜸 아이디얼이라면, {\displaystyle \{{\mathfrak {a}}\}}는 으뜸 분해를 이룬다. 아니라면, {\displaystyle rs\in {\mathfrak {a}}}인 {\displaystyle r,s\in R\setminus {\sqrt {\mathfrak {a}}}}를 찾을 수 있다.
2. {\displaystyle {\mathfrak {a}}:r^{\infty }={\mathfrak {a}}:r^{n}}이 되는 충분히 큰 자연수 {\displaystyle n\in \mathbb {N} }을 찾는다.
3. 그렇다면, {\displaystyle {\mathfrak {a}}=({\mathfrak {a}}+r^{n}R)\cap ({\mathfrak {a}}:r^{n})}이므로, {\displaystyle {\mathfrak {a}}+r^{n}R} 및 {\displaystyle {\mathfrak {a}}:r^{n}}의 으뜸 분해를 찾으면 {\displaystyle {\mathfrak {a}}}의 으뜸 분해를 찾을 수 있다. ({\displaystyle {\mathfrak {a}}+r^{n}R}와 {\displaystyle {\mathfrak {a}}:r^{n}}는 {\displaystyle {\mathfrak {a}}}보다 더 큰 아이디얼이므로, 뇌터 환 조건에 의하여 무한 반복이 일어나지 않는다.)

여기서
{\displaystyle {\mathfrak {a}}:r^{\infty }=\bigcup _{n=0}^{\infty }({\mathfrak {a}}:r^{n})}
{\displaystyle {\mathfrak {a}}:r^{n}=\{s\in R\colon sr^{n}\in {\mathfrak {a}}\}}
이다.

## 예
정수환 {\displaystyle \mathbb {Z} }은 주 아이디얼 정역이므로, 모든 아이디얼이 주 아이디얼이다. 정수환에서 소 아이디얼은 소수 {\displaystyle p}로 생성되는 주 아이디얼 {\displaystyle (p)}이며, 으뜸 아이디얼은 소수의 거듭제곱 {\displaystyle p^{n}} ({\displaystyle n\in \mathbb {Z} ^{+}})으로 생성되는 주 아이디얼 {\displaystyle (p^{n})}이다.

### 소근기가 소 아이디얼인 비(非)으뜸 아이디얼
대수적으로 닫힌 체 {\displaystyle K}에 대하여, {\displaystyle K[x,y,z]/(xy-z^{2})}를 생각하자. 이 경우,
{\displaystyle {\mathfrak {p}}=(x,z)}
라고 하자. 이는 소 아이디얼이다. 즉, {\displaystyle {\mathfrak {p}}^{2}=(x^{2},z^{2},xz)}의 소근기 {\displaystyle {\sqrt {{\mathfrak {p}}^{2}}}={\mathfrak {p}}}는 소 아이디얼이다. 그러나 {\displaystyle {\mathfrak {p}}^{2}}는 으뜸 아이디얼이 아니다.
{\displaystyle xy=z^{2}\in {\mathfrak {p}}^{2}}
이지만,
{\displaystyle x\not \in {\mathfrak {p}}^{2}}
{\displaystyle y^{n}\not \in {\mathfrak {p}}^{2}\forall n\in \mathbb {Z} ^{+}}
이기 때문이다. {\displaystyle {\mathfrak {p}}^{2}}의 으뜸 분해는
{\displaystyle {\mathfrak {p}}^{2}=(x)\cap (x^{2},xz,y)}
이다.

## 역사
소인수 분해를 정수환에서 보다 일반적인 환으로 일반화하는 것은 환론의 오래된 문제이다. 일부 대수적 수체의 대수적 정수환이 유일 인수 분해 정역이 아니지만 (즉, 환의 원소가 기약원으로의 유일 인수 분해를 갖지 않을 수 있지만), 데데킨트 정역이라는 것(즉, 아이디얼이 소 아이디얼로의 유일한 분해를 갖는 것)이 밝혀지면서 환의 원소의 분해 대신 아이디얼의 분해가 대두되었다. 그러나 데데킨트 정역이 아닌 환들의 경우, 소 아이디얼로의 분해 역시 실패한다.
이를 해결하기 위하여, 에마누엘 라스커가 라스커-뇌터 정리를 다항식환에 대하여 증명하였고, 그 뒤 에미 뇌터가 라스커-뇌터 정리를 일반적 뇌터 가환환에 대하여 증명하였다.:44, §5, Satz IX 이에 따라 임의의 뇌터 가환환에 대하여 소인수 분해가 일반화되었다.
비가환환의 경우, 레옹스 르시외르(프랑스어: Léonce Lesieur)와 로베르 크루아조(프랑스어: Robert Croisot)가 삼종 아이디얼의 개념을 도입하여, 왼쪽 뇌터 환의 경우 삼종 분해가 성립함을 보였다.